# Kanalbrücke Briare

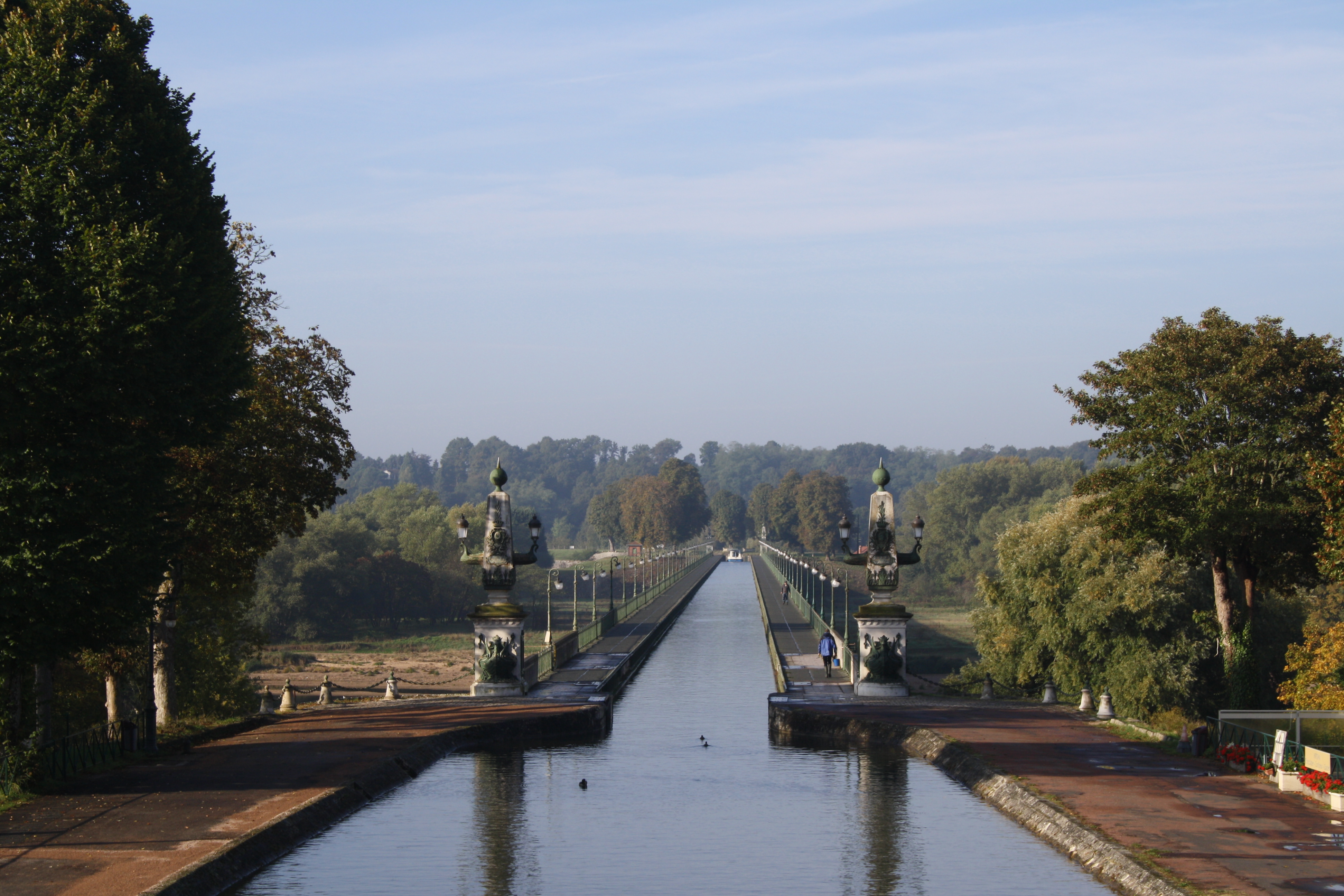
Kanalbrücke Briare, Blickrichtung Saint-Firmin-sur-Loire

Die Kanalbrücke Briare (fr: Pont-canal de Briare) ist eine Trogbrücke am Rand der französischen Stadt Briare im Département Loiret in der Region Centre-Val de Loire. Auf ihr quert der Canal latéral à la Loire den tiefer gelegenen Fluss Loire sowie einen nicht mehr genutzten Kanalabschnitt. Bis 2003 war das Bauwerk die längste aus Metall errichtete Kanalbrücke der Welt.

## Geschichte

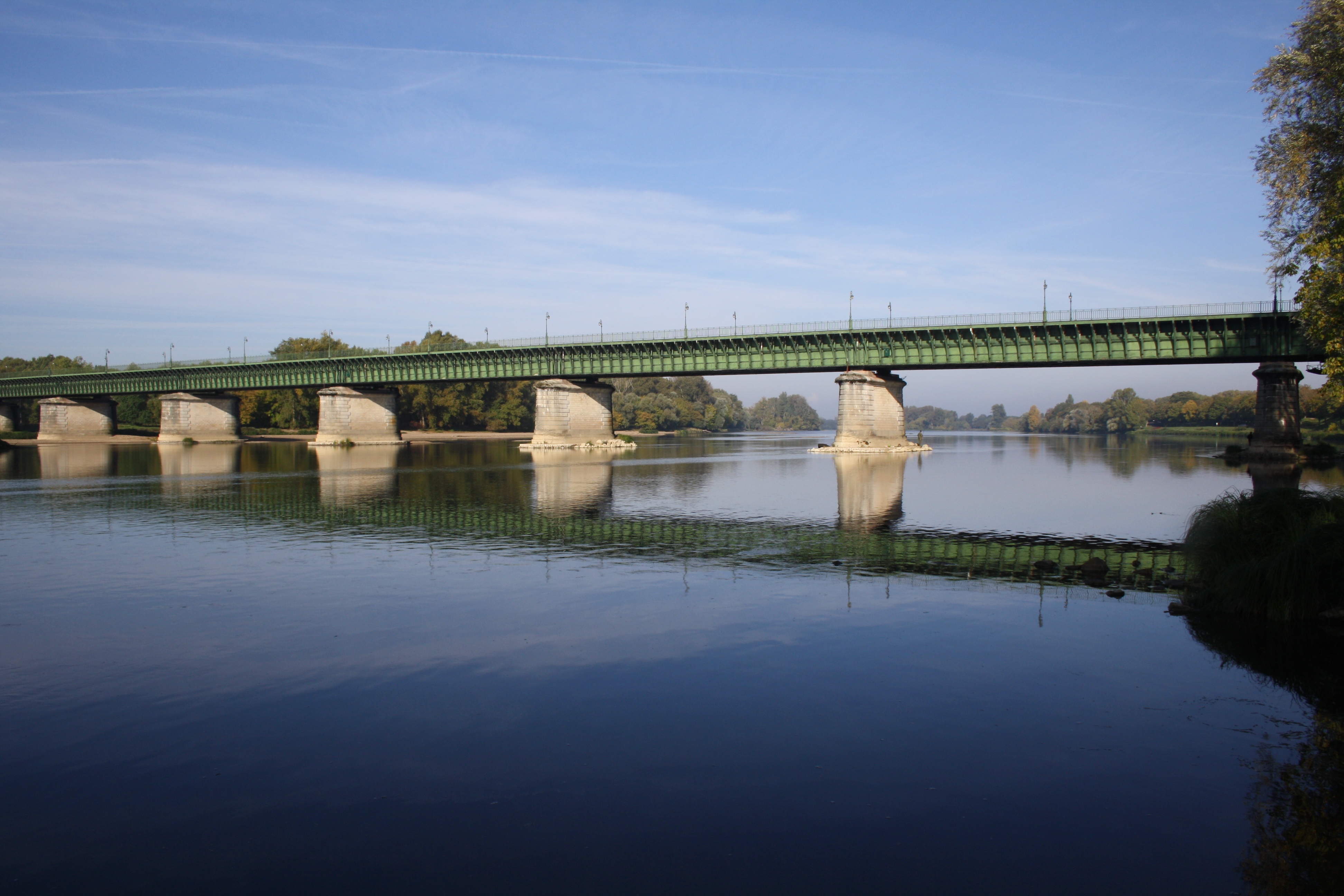
Der Pont-canal auf der Briarer Seite

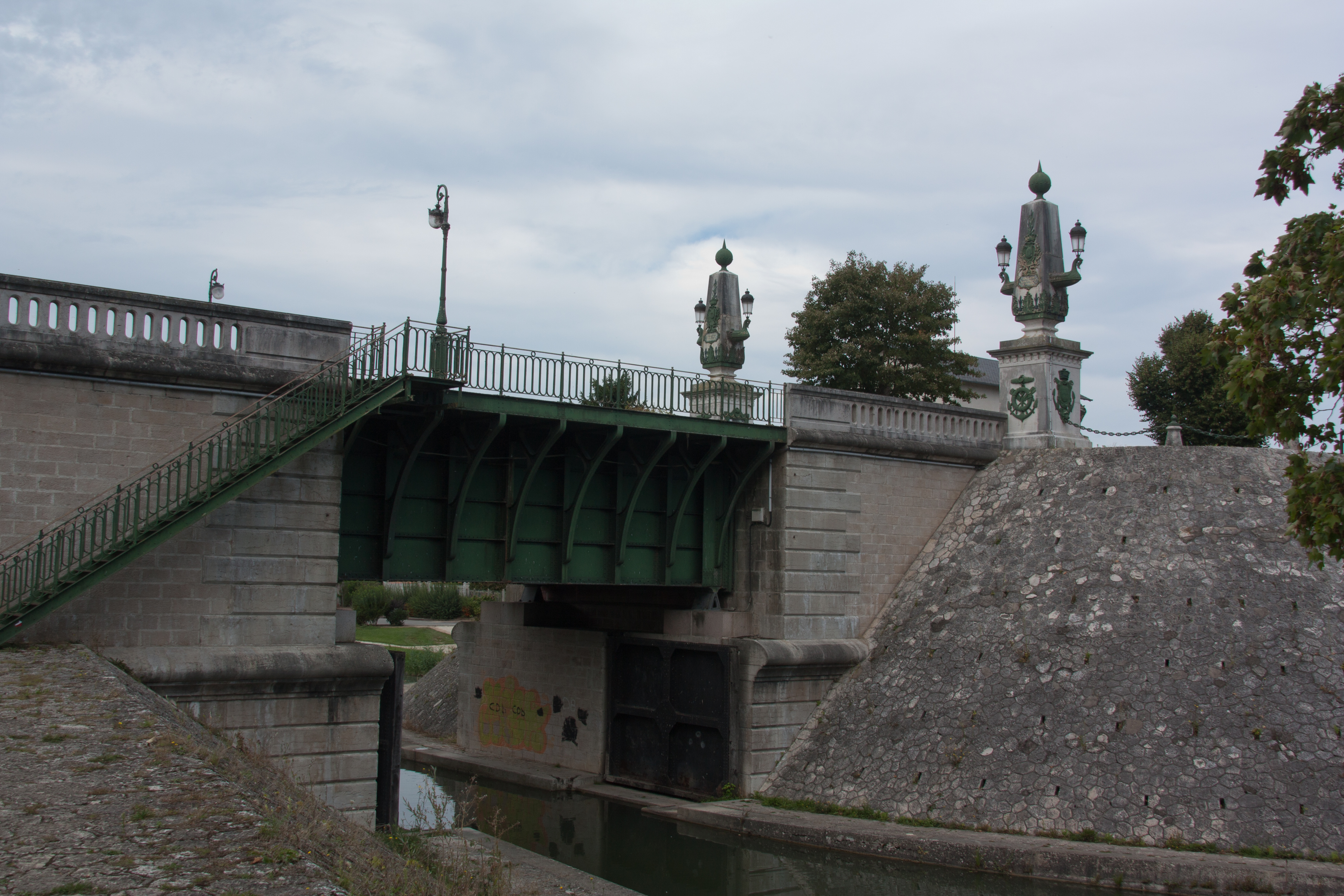
Vor dem nordöstlichen Widerlager kreuzt die Brücke den alten Kanal

1642 wurde der Canal de Briare, damals unter den Namen Canal Henri IV bzw. Canal de Loyre en Seine, in Betrieb genommen und 1723 durch den Canal du Loing erweitert. Damit entstand eine schiffbare Wasserstraße, die Saint-Mammès an der Seine mit Briare an der Loire verband.
Da die obere Loire wegen ihres unregelmäßigen Wasserstands für den Schiffsverkehr nicht unproblematisch war, wurde zwischen 1827 und 1838 ein parallel zum Fluss verlaufender Seitenkanal gebaut. Der Canal latéral à la Loire stellt zugleich das Bindeglied zum Canal du Centre dar. Über die vier aufeinanderfolgenden Kanäle können Binnenschiffe vom Ärmelkanal über Paris und Lyon bis zum Mittelmeer fahren.
Problematisch blieb die Querung der Loire, deren Pegel starken Schwankungen unterlag, fünf Kilometer flussaufwärts von Briare. Zwischen Châtillon-sur-Loire und Ousson-sur-Loire verkehrten die Schiffe in einem einen Kilometer langen, in das Flussbett eingelassenen Kanal. 1881 gab es erste Vorschläge, den Fluss entsprechend der 1838 eröffneten Kanalbrücke Le Guétin mit einer Brücke zu kreuzen. Eine gemauerte Brücke dieser Bauart hätte jedoch bei Hochwasser wie ein sperrender Damm gewirkt. 1886 wurde daher entschieden, eine stählerne Trogbrücke auf gemauerten Pfeilern zu errichten, wobei ein Standort in Höhe der bisherigen Flussquerung ausschied. Stattdessen wurde der Kanal am linken Loireufer bis Saint-Firmin-sur-Loire verlängert und auf der anderen Flussseite südöstlich an Briare, wo ein neuer Hafen entstand, vorbeigeführt.
Leitender Ingenieur war Léonce-Abel Mazoyer, die Fundamente und die gemauerten Pfeiler wurden von der Firma Gustave Eiffels errichtet. Dem Ingenieurbüro Daydé & Pillé oblag die Ausführung der Metallstrukturen. Am 16. September 1896 wurde die Brücke erstmals befahren und am 1. Oktober 1897 endgültig dem Schiffsverkehr übergeben. Um die örtliche Bevölkerung, die der Brücke zunächst ablehnend gegenüberstand, nicht zu verärgern, war bei der Einweihung am 16. September kein offizieller Vertreter zugegen.
Um den Vormarsch der deutschen Soldaten im Zweiten Weltkrieg zu behindern, wurde die Kanalbrücke in Höhe des zweiten Pfeilers am 17. Juni 1940 gesprengt. Am 8. August 1941 konnte sie nach ihrer Instandsetzung wiedereröffnet werden.
Um die Mitte des 20. Jahrhunderts wurden die Pénichen von Zugmaschinen über die Brücke getreidelt. Seit 1976 steht der Pont-Canal de Briare unter Denkmalschutz.

## Beschreibung
Das Bauwerk hat eine Gesamtlänge von 662,69 Meter. Der aus Flussstahl bestehende Trog ist 600 Meter lang, 6,20 Meter breit und 2,20 Meter tief. Er wiegt 13.600 Tonnen, fasst 13.680 Tonnen Wasser und ruht auf 14 Pfeilern im Flussbett sowie zwei gemauerten Widerlagern an der Böschung (rechtes Flussufer) bzw. dem Deich (in Saint-Firmin). Die Brücke liegt 9 Meter über dem normalen Pegel der Loire.
Da sich die Länge des Brückentrogs entsprechend der Temperatur verändert, wurde der achte Pfeiler als Fixpunkt gewählt. Beiderseits davon kann die Troglänge jeweils um bis zu 25 cm variieren.
Die Kanalbrücke entspricht den Freycinet-Abmessungen. Bei starkem Frost und für Instandhaltungsarbeiten kann der Trog geleert werden, hierfür sind an beiden Trogenden Sicherheitstore angebracht. Beiderseits des Wasserlaufs wurden Treidelpfade angelegt und Lampen aufgestellt, an den Widerlagern stehen je zwei gemauerte Kandelaber. Die insgesamt 72 Lampen an der Brücke wurden von Anfang an elektrisch betrieben; sie erhielten ihren Strom aus einem unterhalb gelegenen Turbinenhaus, noch ehe die Stadt Briare selbst über Elektrizität verfügte.

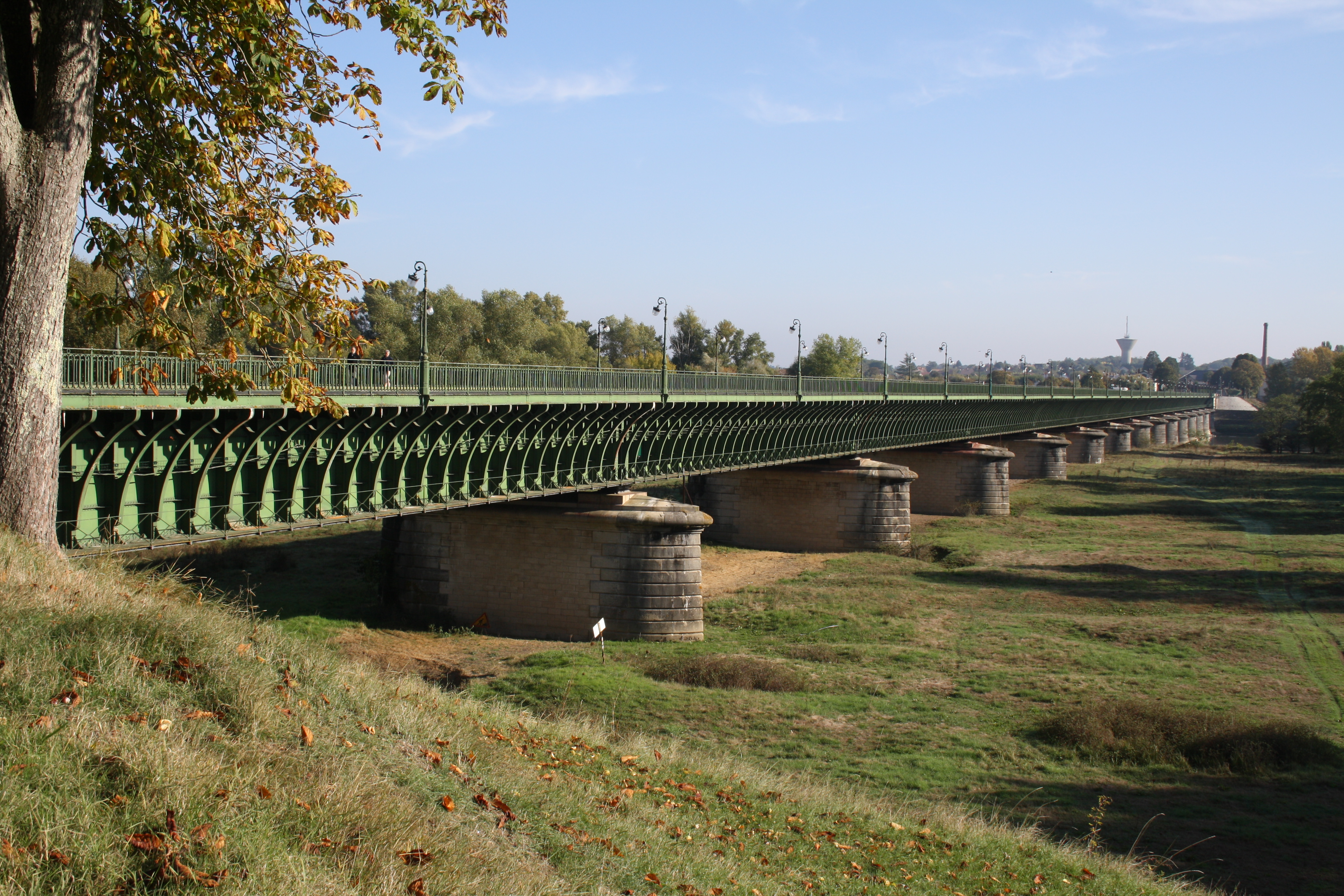
Blick von Saint-Firmin nach Briare bei niedrigem Wasserstand
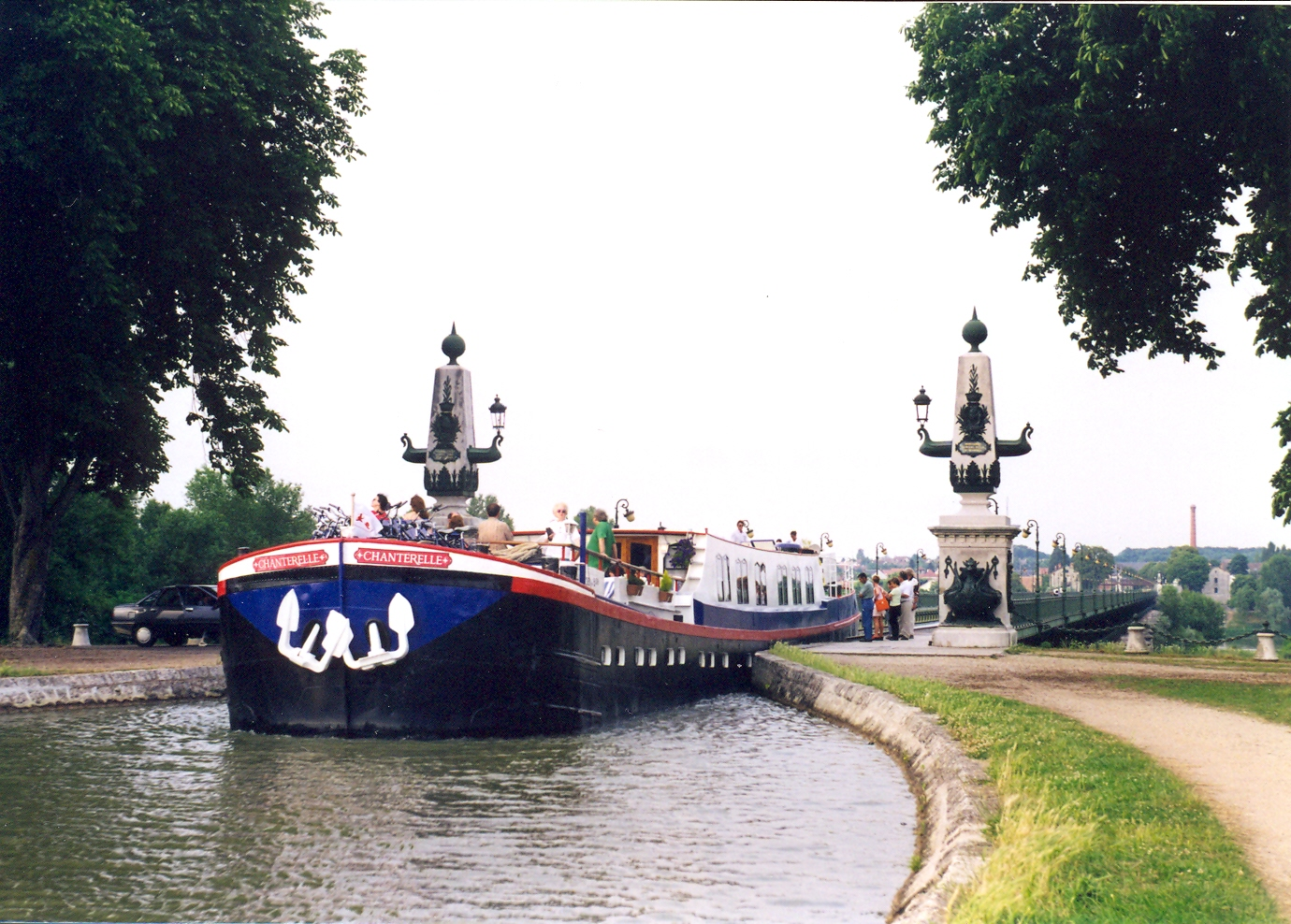
Eine Péniche passiert das Südportal der Kanalbrücke
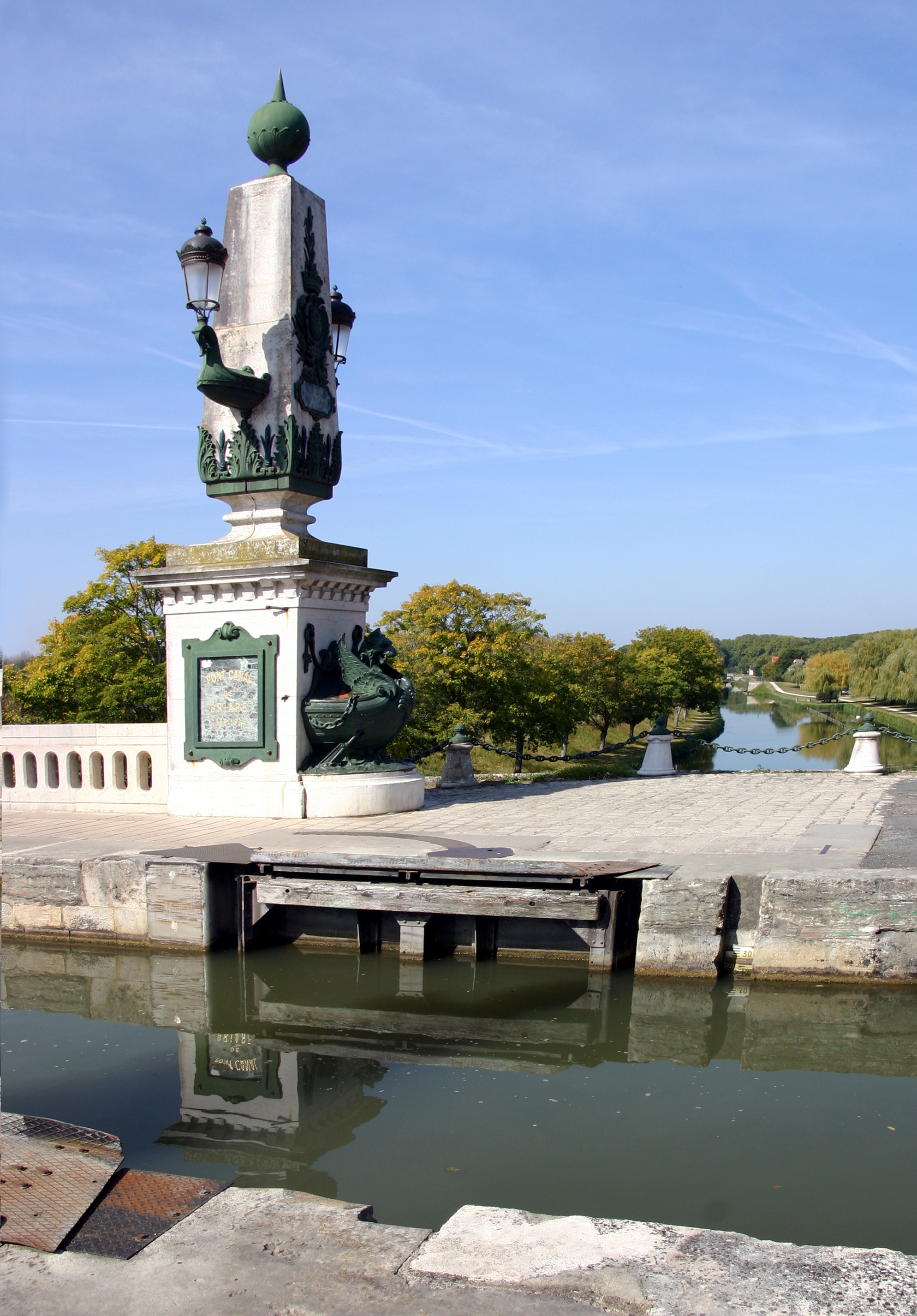
Geöffnetes Schleusentor und Kandelaber am Nordportal, im Hintergrund der alte Kanal
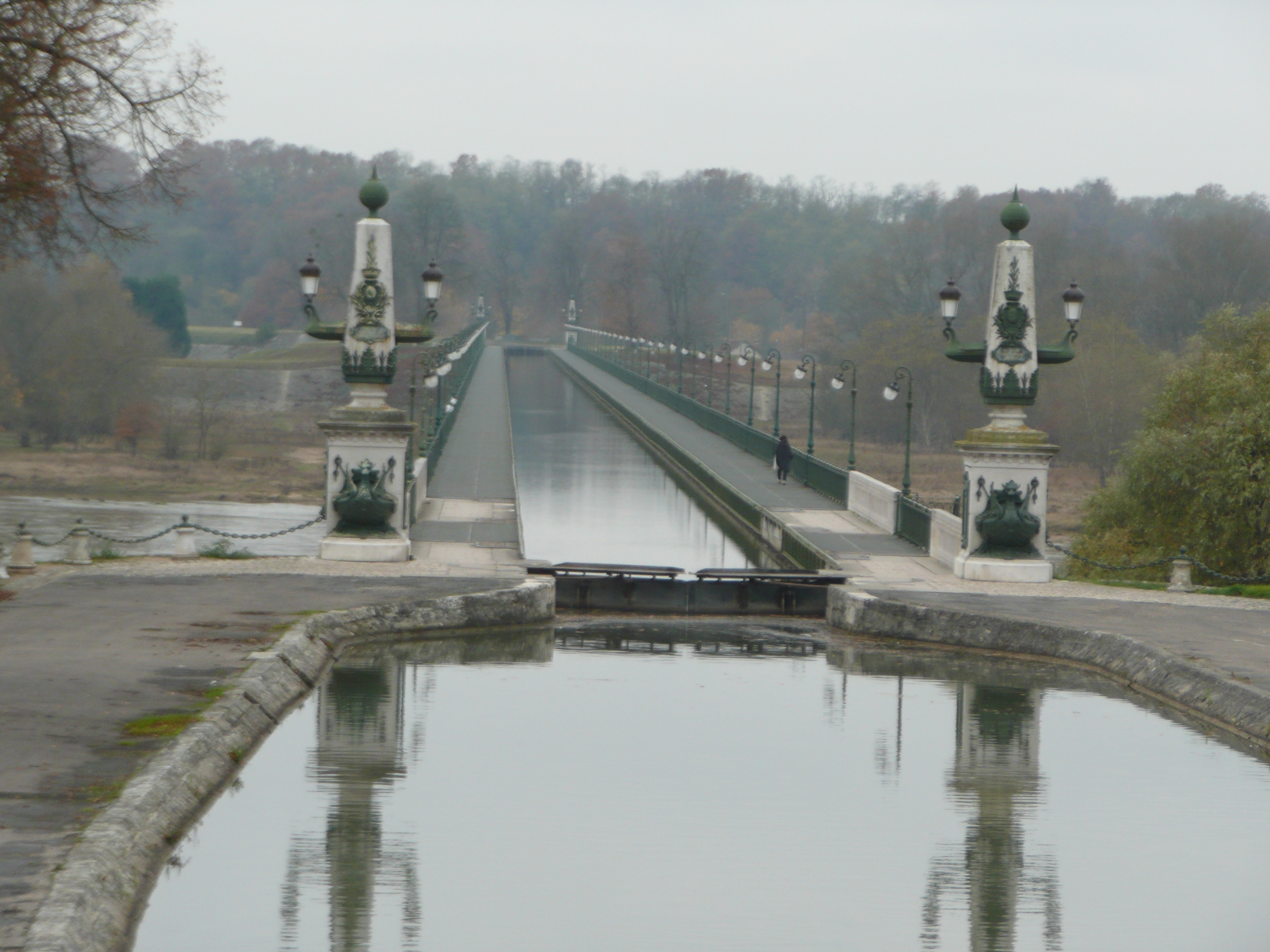
Nordportal der Kanalbrücke mit geschlossenen Sicherheitstoren
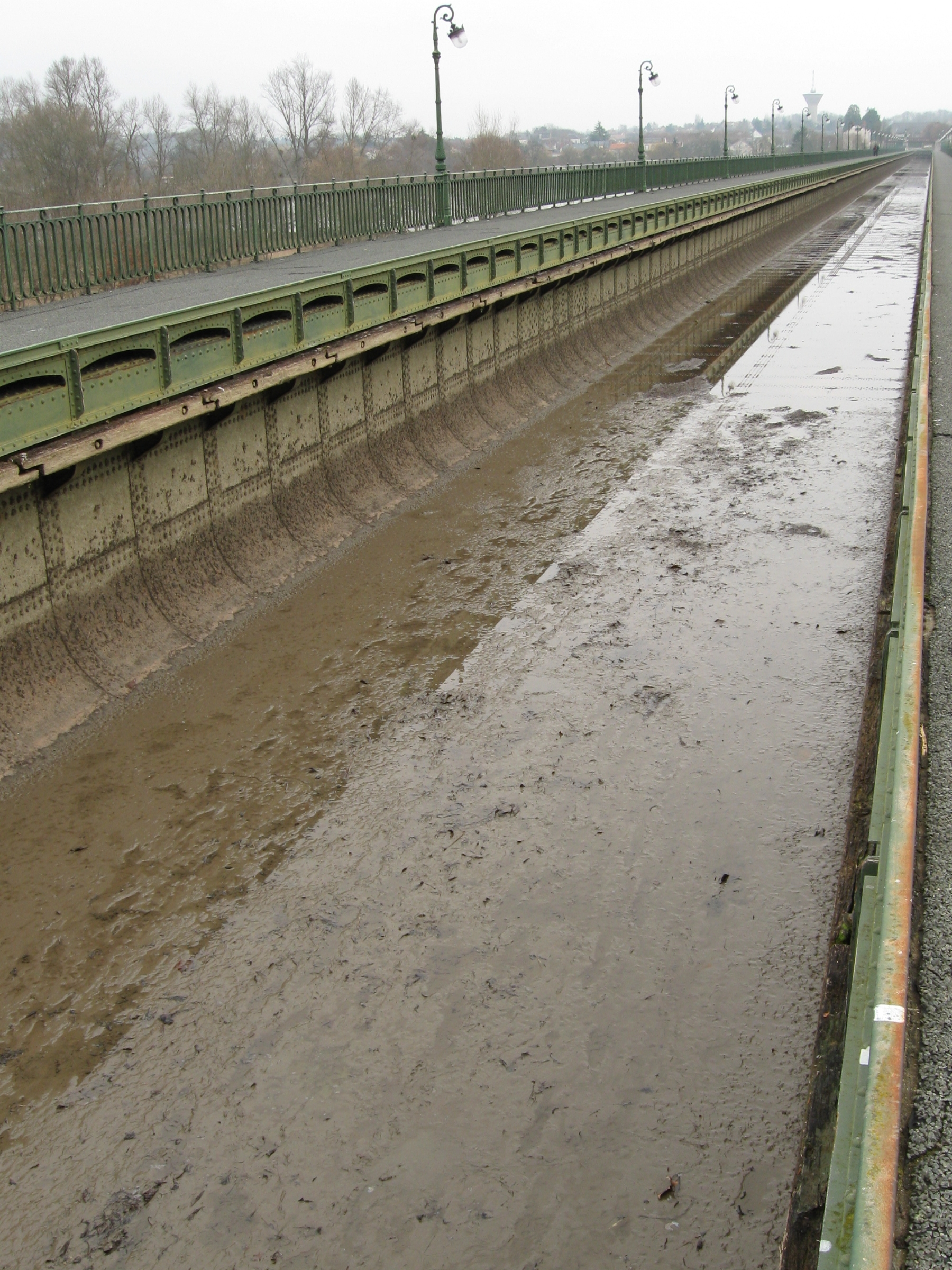
Geleerter Trog